# Contrato Social Debian

## O que é o Debian GNU/Linux?
O Debian GNU/Linux é um novo tipo de distribuição GNU/Linux. Ao invés de ser desenvolvido por uma ou um grupo isolado de pessoas, como outras distribuições de Linux foram, o Debian está sendo desenvolvida abertamente, no espírito do Linux e da GNU. O objetivo principal do Projeto Debian é criar uma distribuição que viva com o nome GNU/Linux. O Debian está sendo feito cuidadosamente e conscientemente, e será mantido da mesma forma.
É também uma tentativa de criar uma distribuição não-comercial, que será capaz de competir eficientemente no mercado comercial. Será, eventualmente, distribuída pela Free Software Foundation (FSF) em CD-ROM, e a Associação Debian GNU/Linux oferecerá a distribuição em disquetes e fitas, juntamente com manuais impressos, suporte técnico e outros itens essenciais para o usuário final. O citado acima estará disponível por pouco mais que o custo, e o resto será aplicado no desenvolvimento do software livre para todos os usuários. Tal distribuição é essencial ao sucesso do sistema operacional GNU/Linux no mercado comercial, e deve ser feito através de organizações numa posição em que se possa avançar e defender o software livre sem visar lucros ou retornos.

## Por que o Debian está sendo construído?
Distribuições são essenciais ao futuro do Linux. Especialmente, se elas eliminam a necessidade do
usuário localizar, copiar, compilar, instalar e integrar um enorme número de ferramentas essenciais
para construir um sistema Linux. Porém, o trabalho de construção do sistema é associado ao criador
da distribuição, cujo trabalho pode ser compartilhado com milhares de outros usuários. Quase todos
os usuários de Linux terão seu primeiro contato com esse sistema através de uma distribuição, e a
maioria desses usuários continuará usando uma distribuição por questão de conveniência, depois que
eles estejam familiarizados com o sistema operacional. Desta maneira, as distribuições representam um papel realmente importante.
Apesar da óbvia importância, as distribuições têm chamado a atenção de desenvolvedores. Há uma razão
simples para isso: elas não são simples nem ’legais’ de construir e requerem uma grande quantidade de esforço e tempo de seu criador para que ela mantenha-se livre de erros e sempre atualizada. Uma coisa é criar um sistema do ’nada’. Outra coisa é ter certeza que o sistema é fácil dos outros instalarem, que funcionará com uma larga variedade de configurações de hardware, que conterá programas que serão úteis aos outros, e que será atualizado quando seus componentes são melhorados.
Muitas distribuições começaram como sistemas muito bons, mas com o passar do tempo, a manutenção
da distribuição recebe uma atenção secundária. Um exemplo é a Softlanding Linux System (mais conhecida como SLS). É possivelmente a distribuição que possui maior número de problemas e de pior
manutenção, mas, infelizmente, pode ser também a mais popular. É, com certeza, a distribuição que
atrai mais atenção dos “distribuidores comerciais” de Linux que se aproveitam da crescente popularidade desse sistema.
Esta é realmente uma combinação ruim, pois a maioria das pessoas que obtém o Linux desses “distribuidores” recebe uma distribuição cheia de defeitos e muito mal administrada. Como se isso não fosse suficiente, esses “distribuidores” têm uma tendência a promover “funções” de seus produtos que não são funcionais ou extremamente instáveis. Some isso ao fato de que os compradores irão, logicamente, esperar do produto todas as suas funções funcionando perfeitamente e que alguns acreditam que ele seja um sistema operacional comercial (também há uma tendência a não mencionar que o Linux é livre e que é distribuído sob a Licença Pública Geral GNU). Finalizando, esses “distribuidores” estão atualmente ganhando bastante dinheiro para manter anúncios enormes em revistas; é o clássico exemplo de comportamento inaceitável sendo recompensado por aqueles que não sabem muito. Definitivamente algo precisa ser feito para remediar a situação.

## Como o Debian tentará pôr fim a esses problemas?
O processo de planejamento do Debian é aberto para que se tenha certeza que o sistema é da mais alta
qualidade e que ele reflete as necessidades da comunidade de usuários. Por envolver muitas pessoas
que têm diferentes habilidades e realidades, o Debian é capaz de ser desenvolvido de maneira modular.
Seus componentes são de alta qualidade, pois, aqueles que têm mais experiência em uma certa área, têm a oportunidade de construir ou manter os componentes individuais do Debian pertinentes àquela área.
Envolver outras pessoas também assegura que muitas sugestões muito úteis podem ser dadas e assim melhorar o sistema como um todo durante o seu desenvolvimento; desta maneira, uma distribuição é
criada baseando-se principalmente nas necessidades dos usuários, ao invés das necessidades de seu construtor.
É muito difícil para uma única pessoa ou um pequeno grupo de pessoas prever essas necessidades
e desejos sem ter contato direto com outras pessoas.
O Debian GNU/Linux também será distribuído em mídia física pela Free Software Foundation e pela
Debian GNU/Linux Association. Isso torna disponível o Debian aos usuários que não têm acesso ao
servidor FTP na Internet e também gera produtos e serviços, como manuais impressos e suporte técnico disponível para todos os usuários do sistema. Dessa maneira, o Debian pode ser usada pelo maior número possível de pessoas e corporações, a meta será prover um produto de primeira qualidade, não obter lucros ou retornos, e as melhorias providas ao software serão úteis ao usuário, tendo ele pago ou não.
A Free Software Foundation representa uma peça importantíssima ao futuro do Debian. Pelo simples
fato de distribuí-lo, uma mensagem estará sendo enviada ao mundo dizendo que o Linux não é um
produto comercial e nunca deverá ser, mas não significa que o Linux não será capaz de competir com
produtos comerciais. Para aqueles que discordam disso, desafio a imaginar o sucesso do GNU Emacs e
do GCC, que não são produtos comerciais, porém produziram um grande impacto no mercado comecial,
apesar desse fato.
Chegou a hora de concentrar-se no futuro do Linux mais do que no destrutivo objetivo de enriquecer
uma pessoa às custas da comunidade Linux inteira e de seu futuro. O desenvolvimento e a distribuição da Debian podem não ser a solução para os problemas que eu salientei no Manifesto, mas espero que atraia atenção suficiente para esses problemas, e para que eles sejam resolvidos.
Escrito por Ian Murdock, revisado em 6 de janeiro de 1994.